# 工藤唯
工藤唯（日语：／ Kudō Yui，1999年3月6日—），於千葉縣出身，是日本一位K罩杯的爆乳寫真偶像。

## 生平
工藤唯在2018年出道成為寫真偶像，出道作為同年11月發表的《美少女傳說 初吻》（美少女伝説 ファーストキス）。
她在2019年亦先後發行《白滑乳魅力》（ミルキー・グラマー）、《永恆的愛》（フォーエバーラブ）、《戀心》等寫真作品。當中她在3月發表的《白滑乳魅力》以女仆装出鏡，並在6月發行的《永恆的愛》飾演跟上司發展出戀愛關係的下屬。9月，她的寫真DVD《戀心》公開。這部作品在沖繩取景，觀眾能從中觀賞以只穿內衣的姿態登場的工藤。12月20日，她推出寫真DVD《J罩杯偶像 夢幻果實》（Jカップアイドル まぼろしの果実），並在作品中扮演成不同的角色，例如啦啦隊隊員和海之家店員。
接著，她在2020年1月跟寫真偶像佐佐野愛美合作，推出共演作《同班同學》（クラスメイト）。這部作品講述兩人為「準備學園祭」的故事。在3月，她的寫真DVD《唯搖擺》（ゆいゆらり）開售，觀眾除了能從中觀賞她穿上秘書裝的樣子外，還能看到在部分場景擺出M字腿的工藤。同年她亦跟寫真偶像伊川愛梨合作，於4月發表作品《雙倍J罩杯》（ダブルJカップ）。兩人在作品中以泳裝亮相。在6月，工藤的寫真DVD《與你的愛》（Love with you）面世，她在當中以身穿各種泳衣的樣子進行拍攝。在9月，她發表作品《我愛你》（Je t'aime），在當中扮演酒吧從業員，並在部分場景以身穿連衣裙的姿態上鏡。
然後，她在2021年2月26日發表最後一張寫真DVD《最後的回憶》（Last memory），此作開始收錄了她擺出徒手遮掩乳房姿勢的場景，並在往後的作品也展現這種大尺度的做法。此後她亦繼續在寫真界活動，但改為專注於寫真集等發行媒介，並於10月發表收錄她在拍攝寫真集時的幕後花絮DVD《幻想》（イリュージョン）。
暫別寫真DVD的她在2022年去了專門學校學習內衣和泳裝設計，沒多久就回歸拍攝寫真DVD。她先在夏天與竹書房合作拍攝於同年9月24日發行的寫真DVD《你培育的果實》(君が育てた果実)，在此作中觀眾以工藤闊別多年兒時的朋友兄長的角度出發，欣賞她分別穿著開胸毛衣、低胸毛衣及無袖薄毛衣的演出。其後，她也拍攝了在同年12月21日發行的寫真DVD《女神不公開的秘事》(女神のナイショ事)，在此作中她扮演一名內衣設計師並在演出中戲弄下屬視角的觀眾，觀眾在此作可欣賞工藤穿著大尺度的內衣搔首弄姿。
後來她在2023年分別先後演出了《調皮的老師》(悪戯な先生)、《讓人感到甜美的果實》(甘い気持ちになる果実)及《戀人以上的關係》(恋人以上のカンケイ)。工藤在這一年的作品展示出了她越發豐滿的胴體，演出也越來越嫵媚。
直至2024年1月31日發行了《永遠的燦爛》(永遠の輝き)，工藤便沒有新的寫真DVD。
睽違差不多一年多的時間，工藤在2025年3月25日發表了新的寫真DVD《情色K的秘密》（キワどいKの秘密），她在此作中扮演一名情婦並在觀眾的視角下進行形形色色的互動，其中包括用蕾絲蒙著眼睛的同時被搔癢身體及穿著紅色比基尼按摩的場面，觀眾可在此作中感受到工藤那雙碩大乳房所散發出的成人氛圍，例如她被搓弄柔嫩豐滿爆乳時發出的碰撞聲和嬌柔喘息及環手抱胸輕吻上胸並留下淺淺唇印的情景。

## 人物
- 出道時的所屬公司是KH Promotion，但在2024年3月時已離開，現在不隸屬任何公司。
- 興趣是睡覺、聽音樂、按摩和化妝。
- 特技是舞蹈模仿、手語和吹口哨。
- 欣賞的人是之前在同一間公司工作的前輩伊川愛理（現為白川愛梨）。
- 2022年在內衣設計的專門學校學習，將來的夢想是創辦自己的內衣和泳裝品牌[36]。
- 胸部是所有女性親戚中最大的，第一次戴胸罩是在初中一年級的時候，當時已經是C罩杯。高中一年級的時候，就變成了F罩杯。高中時曾在吉野家工作，由於在工餘時吃得太多的緣故，一下子昇了三個罩杯左右[37]。2018年出道時是J罩杯，現在Fantia帳戶ハムちゃんず (工藤唯) （页面存档备份，存于）則表示胸部已成長到巨大豐滿的K罩杯[38]。
- 在19歲的出道作《美少女傳說 初吻》表示之前從來也沒有親吻人的經驗，之前高中讀的是一所千葉縣的女子學校。
- 在寫真DVDイリュージョン（ILLUSION）發賣後的採訪曾表示由於胸部又大又柔軟，所以只要一躺平，胸部就很容易向外傾瀉而走光[39]。
- 在寫真DVD君が育てた果実發賣後的採訪曾表示在初中三年級時，直到一位同學指她的胸部很大才意識到自己的體型很豐腴，在此時之前，一直也沒有察覺到這回事，憶述在不戴胸罩時，胸部一搖晃就會感到痛[40]。

## 作品

### DVD
- 美少女伝説 ファーストキス（2018年11月30日、スパイスビジュアル）
- ミルキー・グラマー （2019年3月22日、竹書房）
- フォーエバーラブ（2019年6月28日、スパイスビジュアル）
- 美少女伝説 J peach pie（2019年7月26日、スパイスビジュアル）共演：伊川愛梨
- 恋心 （2019年9月27日、スパイスビジュアル）
- Jカップアイドル まぼろしの果実（2019年12月20日、スパイスビジュアル）
- クラスメイト（2020年1月31日、スパイスビジュアル）共演：佐々野愛美
- ゆいゆらり（2020年3月27日、スパイスビジュアル）
- ダブルJカップ（2020年4月24日、スパイスビジュアル）共演：伊川愛梨
- love with you（2020年6月26日、スパイスビジュアル）
- Je t'aime（2020年9月25日、スパイスビジュアル）
- J impact（2020年11月27日、スパイスビジュアル）共演：池田レイ
- Last memory（2021年2月26日、スパイスビジュアル）
- イリュージョン（ILLUSION）（2021年10月29日、スパイスビジュアル）
- 君が育てた果実（2022年9月24日、竹書房）
- 女神のナイショ事（2022年12月21日、スパイスビジュアル）
- 悪戯な先生（2023年3月29日、スパイスビジュアル）
- 甘い気持ちになる果実（2023年7月21日、竹書房）
- 恋人以上のカンケイ（2023年10月25日、スパイスビジュアル）
- 永遠の輝き（2024年1月31日、スパイスビジュアル）
- キワどいKの秘密（2025年3月25日、エアーコントロール）

### 寫真集
- MIRAGE（2021年9月24日、KHプロモーション、撮影：細井智燿）
- Gaze at me（2023年8月28日、玄光社、撮影：細井智燿）

## 外部連結
- 工藤唯的X（前Twitter）（日語）
- 工藤唯的Instagram帳戶（日語）
- 工藤唯的Threads帳戶（日語）
- 工藤唯的Fantia帳戶（日語）
- 工藤唯的Likey帳戶（日語）
- 工藤唯的Youtube Channel （页面存档备份，存于）（日語）
- 工藤唯的SHOWROOM專頁（日語）